# Monica Mugenyi
Monica Mugenyi là một nữ luật sư và thẩm phán ở Tòa án tối cao của Uganda. Bà đã được tổng thống Yoweri Museveni bổ nhiệm vào cương vị Thẩm phán Tòa án Tối cao vào ngày 17 tháng 6 năm 2010

## Bối cảnh và giáo dục
Monica Mugenyi tốt nghiệp Khoa Luật của Đại học Makerere, trường đại học công lập lớn nhất và lâu đời nhất ở Uganda, với bằng Cử nhân Luật, vào khoảng năm 1992. Một năm sau đó, bà được Trung tâm Phát triển Pháp luật tại Kampala, thủ đô của Uganda trao bằng Diploma in Legal Practice. Bà cũng có bằng Thạc sĩ Luật về Luật Thương mại Quốc tế, từ Đại học Essex ở Vương quốc Anh.

## Nghề nghiệp
Trước khi vào làm việc trong lĩnh vực Tòa án, bà Mugenyi đã hành nghề luật pháp tư nhân tại công ty Mugenyi & Company Advocates và đã từng làm quản lý các dịch vụ của công ty này tại Quỹ Đường bộ Uganda. Trước đây bà cũng từng làm việc trong Văn phòng Tổng chưởng lý và trong Đơn vị Tư nhân hóa của nước này. Mugenyi cho biết sự tương tác với ủy ban mới là chặt chẽ và bà không mong đợi bất kỳ trở ngại nào khi tiếp thu công việc mới tại Tòa án Tối cao, với mục đích của chính phủ Uganda nhằm xóa các án tồn đọng tại nước này, vốn chủ yếu diễn ra tại Kampala, thủ đô và là thành phố lớn nhất quốc gia.
Tại Tòa án tối cao, Monica Mugenyi được biệt phái đến Tòa án Công lý Đông Phi (East Africa Court of Justice), nơi bà làm "Thẩm phán chính".